# Ley de protección de datos personales de 2012
La Ley de Protección de Datos Personales de 2012 ("PDPA") establece la ley sobre protección de datos en Singapur . La PDPA regula el tratamiento de datos personales en el sector privado. 

## Descripción general
La PDPA establece un régimen general de protección de datos, que originalmente comprende nueve obligaciones de protección de datos que se imponen a las organizaciones: la Obligación de Consentimiento, la Obligación de Limitación de la Propósito, la Obligación de Notificación, la Obligación de Acceso y Corrección, la Obligación de Exactitud, la Obligación de Protección, la Obligación de Conservación. Obligación de Limitación, Obligación de Limitación de Transferencias y Obligación de Apertura (ahora denominada Obligación de Responsabilidad). 
Se propusieron y aprobaron modificaciones importantes al PDPA en 2020.   Entre otros cambios, se añadió una décima obligación de protección de datos, por ejemplo, la Obligación de Notificación de Violación de Datos. 
LA PDPA también regula el telemarketing en Singapur Establece los Registros de No Llamar, en los que se podrán inscribir números de teléfono. Hay tres registros de No Llamar: (i) el Registro de No Mensaje de Fax; (ii) el Registro de No Mensajes de Texto; y (iii) el Registro de No Llamadas de Voz. Generalmente, si un número de teléfono figura en un Registro de No Llamar (por ejemplo, el Registro de No Mensaje de Texto), entonces no está permitido enviar un mensaje de marketing del tipo relevante a ese número de teléfono. 

## Comisión de Protección de Datos Personales
La PDPA establece la Comisión de Protección de Datos Personales ("PDPC") como la autoridad reguladora que rige la protección de datos en Singapur. El PDPC hace cumplir el PDPA y publica directrices de asesoramiento sobre la interpretación del PDPA.  Hasta la fecha, el PDPC ha aplicado la PDPA contra varias organizaciones.    Los casos notables incluyen SingHealth, que estuvo implicado en la violación de datos de SingHealth de 2018 . 